# Glabridorsum punctatum
Glabridorsum punctatum är en stekelart som beskrevs av Jonathan 2000. Glabridorsum punctatum ingår i släktet Glabridorsum och familjen brokparasitsteklar. Inga underarter finns listade i Catalogue of Life.